# Victor Mottez
Victor Mottez (Lilla, 13 febbraio 1809 – Bièvres, 7 giugno 1897) è stato un pittore francese.

## Biografia
Victor-Louis Mottez nacque nella città di Lilla, figlio di un uomo d'affari, nonché pittore appassionato e autodidatta, Louis Désiré Joseph Mottez, e di Wallerie De Formigier De Beaupuy. Fu da questa attività paterna che nacque in lui la vocazione artistica per la quale mostrò assai presto di possedere un affidabile talento. Suo padre, pertanto, lo inviò a Parigi a sue spese perché imparasse correttamente il mestiere dell'arte. Ma ben presto dovette tornare a casa, poiché gli affari del padre vacillavano e questi non era più in grado di mantenerlo in pensione a Parigi. Troncati gli studi parigini, il giovane Victor poté comunque seguire dei corsi alla Scuola di disegno della sua città, lavorando sotto la guida di suo padre o di suoi amici pittori, come Édouard Liénard, ex allievo di Jacques-Louis David. Ma dopo qualche tempo (1828-1829) fu in grado di tornare a Parigi, dove si iscrisse all'École des beaux-arts, e studiò dapprima con François-Édouard Picot, per poi passare, come allievo libero, nell'atelier di Dominique Ingres.

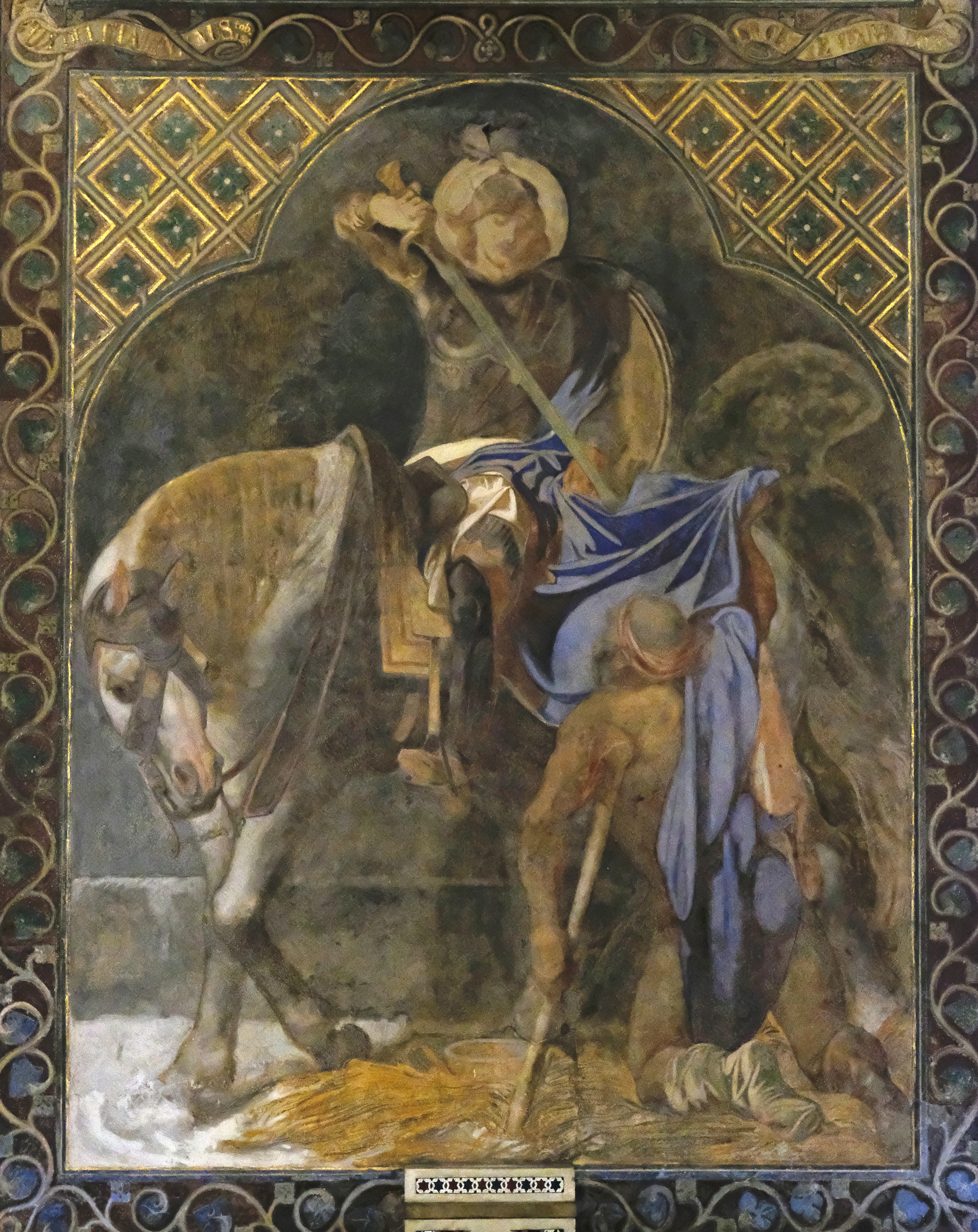
San Martino taglia il suo mantello

Nel 1830 scoppiò la Rivoluzione di luglio, che rovesciò Carlo X di Borbone, e per la sua famiglia, molto religiosa e devota ai Borboni, ciò costituì un'esperienza molto amara, al punto che Victor fu ancora una volta obbligato da suo padre a tornare a Lilla. Poco tempo dopo egli sposò Julie Odevaere e iniziò una serie di viaggi, dei quali il più lungo e importante ebbe come meta l'Italia. Mottex, infatti, considerava i grandi pittori italiani come maestri assoluti. A Roma incontrò di nuovo Ingres, che gli era particolarmente affezionato e che gli diede spesso preziosi consigli. Di questo periodo sono i suoi quadri: Le Christ au Tombeau (oggi conservato nella chiesa di Santa Caterina a Lilla) e Le Martyre de saint Étienne (attualmente nella chiesa di Saint-Étienne, sempre a Lilla).
Durante questa esperienza italiana Mottex si appassionò all'arte dell'affresco, e, avendo eseguito con tale tecnica il ritratto di sua moglie Julie, lo mostrò a Ingres, che lo fece staccare dalla parete per poterlo portare via. Mottex lo conservò per tutta la vita e solo i suoi due figli, in seguito, ne fecero dono al Museo del Louvre.
Nel 1838 Mottex tornò in patria e si trasferì definitivamente a Parigi. Pur continuando ad esporre nei Salon, Mottex si dedicò all'affresco, genere ormai del tutto trascurato, e in particolare a quello religioso. Tradusse anche Il libro dell'arte di Cennino Cennini, artista fiorentino del XIV secolo, e ne adottò le tecniche. Negli anni 1840, con gli affreschi della chiesa di San Germano d'Auxerre (a Parigi), e negli anni 1850, con quelli della chiesa di San Severino (a Parigi), Mottex realizzò le sue opere migliori, ammirate da Ingres e da Delacroix. Ma, a causa di una certa ostilità da parte del clero, di difficoltà varie con i materiali e con la condizione delle pareti coperte spesso di salnitro, i suoi lavori non hanno resistito al tempo. Già deteriorati alla fine dell'800, sono oggi in gran parte scomparsi, ad eccezione di Saint Martin découpant son manteau in Saint-Germain l'Auxerrois. Se ne può avere comunque un'idea osservando i cartoni preparatori che furono conservati dall'autore.
In quegli stessi anni Mottex frequentò il "Salon des Bertin", ed entrò in contatto con i maggiori scrittori e artisti dell'epoca. Eseguì anche due affreschi per il Salon, che però furono distrutti nel 1854.
 Dopo la rivoluzione del 1848 si recò in Inghilterra, dove eseguì numerosi ritratti di nobili e di varie personalità britanniche, fra cui quello del ministro francese in esilio François Guizot, esposto al Salon di Londra. Rientrò in Francia nel 1853. In seguito, all'inizio degli anni 1860, lavorò nella chiesa di Saint-Sulpice assieme a Delacroix. Lo stile marcatamente diverso di questi due artisti mostra in modo sconcertante il contrasto fra la visione classica e quella romantica. Maurice Denis considerava questi affreschi di San Sulpizio come « indimenticabili ».
Durante tutta la sua carriera Mottez fu un eccellente ritrattista, attività che divenne quasi esclusiva durante i suoi ultimi anni di vita. 
Dell'ultimo periodo fa parte anche la creazione delle vetrate della chiesa di Saint-Maurice a Lilla, eseguite in collaborazione con Charles Gaudelet, mastro vetraio della città.

Dopo una lunga vita spesa per l'arte, Victor Mottez si spense a Bièvres, nell'Essonne, all'età di 88 anni.

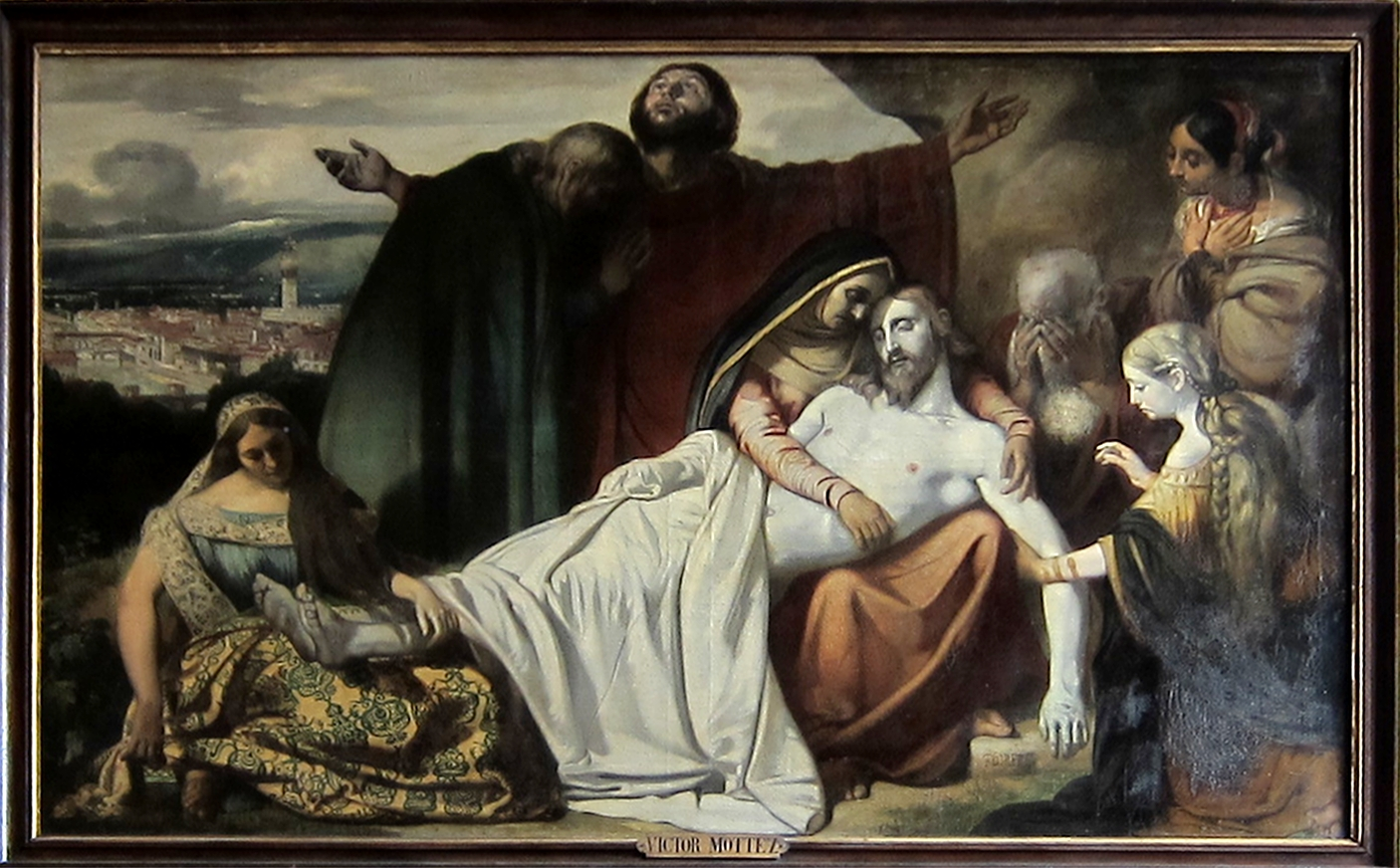
Cristo nel sepolcro. 1838

Mottex si sposò tre volte. La sua prima moglie fu Julie Odevaere, figlia di un pittore e, da parte materna, proveniente da una famiglia di artisti belgi. Ella è nota per i vari quadri ad olio o alla mina di piombo che la ritraggono e sono chiamati "ritratti di Mme Mottez", eseguiti da Ingres e da Chassériau, nonché per l'affresco realizzato in Italia da Mottez e conservato oggi al Louvre. I numerosi ritratti ad olio sono stati donati dai figli di Mottez al "Petit Palais" e al "Palazzo delle belle arti" di Lilla. Ma questa prima unione fu sterile.

La seconda moglie fu Georgiana Page, sposata in Inghilterra e con la quale Mottez ebbe un figlio, Henri, anche lui pittore, morto però senza progenie.

Dal terzo matrimonio nacque un secondo figlio, Jean (1866-1942), che fu Contrammiraglio e vice capo dello Stato Maggiore generale della Marina di guerra. Da lui nacquero i numerosi discendenti di Victor Mottez.

## Alcune opere

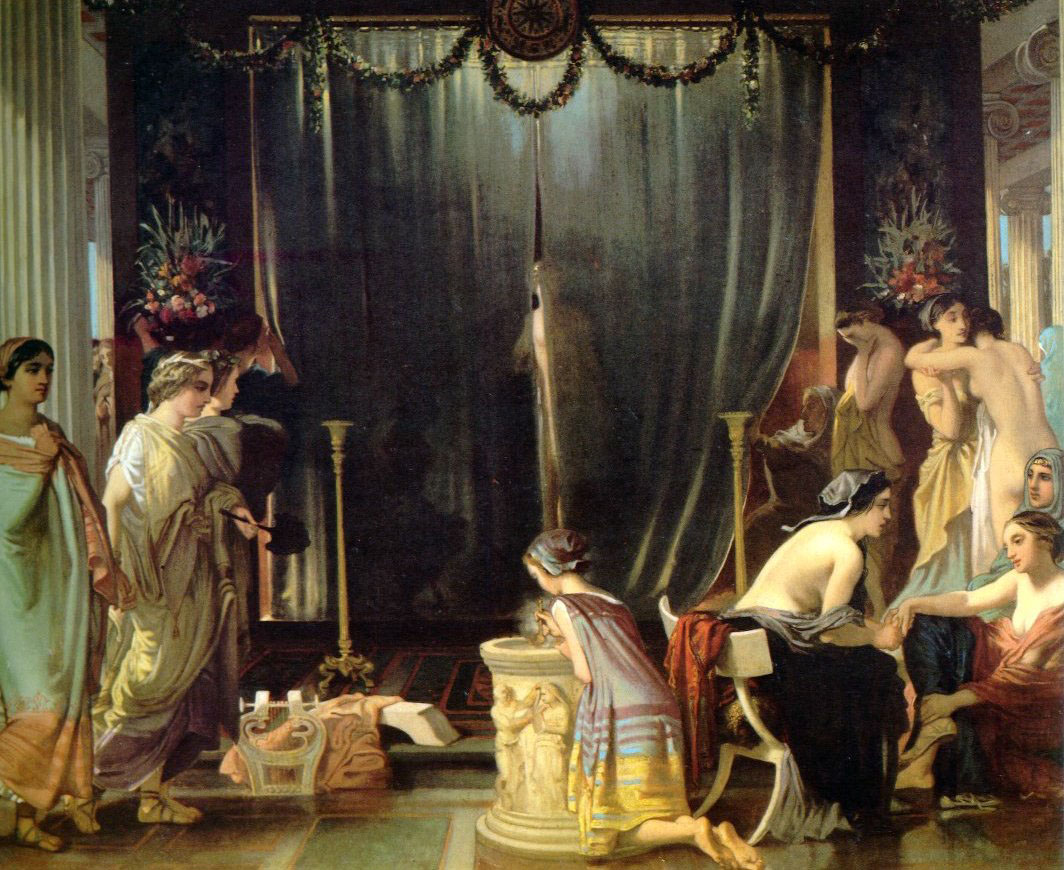
Zeusi sceglie le sue modelle. 1858

### Affreschi
- Ritratto di Julie eseguito ad affresco a Roma nel 1837, Museo del Louvre, Parigi.[3]
- Affreschi della chiesa di Saint Germain l'Auxerrois (dal 1839 al 1846)[6]
- Cappella di San Francesco di Sales, (chiesa di Saint-Séverin) (1853-1857)
- Cappella di Saint Martin, (chiesa di Saint-Sulpice a Parigi) (1859-1863)
- La Chasse et la Pêche nel salotto di Mr. Page in Inghilterra (c. 1865)
- Decorazione del salone di Urbain le Thierry, a Lilla (riscoperto nel 2010 e classificato "monumento storico")[7]
- Decorazione per M. Bayard
- Decorazione realizzata con Amaury-Duval nel suo castello di Linières (c. 1880)
- Ritratto del figlio Henry da bambino, Salon del 1865, Museo Vivenel de Compiègne

### Ritratti
- Maria dite Lilie et Louise Mottez, sorelle del pittore (c. 1833-1834), collezione privata
- Portrait de Julie Mottez (1840), olio su tela (125 X 105 cm), Palais des beaux-arts, Lilla
- Mme Armand Bertin (1843), Salon del 1845
- François Guizot à Londres (1849), Salone della Royal Academy del 1849 e Salon di Parigi del 1853, collezione privata
- Famille de Bully, collezione privata
- Mme André Charvet, née Catherine Févez, detta La Dame en bleu, collezione privata
- La Duchesse d'Aumale et son fils (1851), Museo Condé, Chantilly
- Portrait du duc d'Aumale à Twickenham (1853), Museo Condé, Chantilly
- Portrait de Blanquart-Evrard, (c.1859), olio su tela, (113 x 95 cm), Palais des beaux-arts, Lilla[8]
- Portrait de Louis Screpel et de sa femme Cécile Florin[9], collezione privata

### Altri quadri
- Judith tenant la tête d'Holopherne (1852), Museo di belle arti di Rennes
- Zeuxis choisissant un modèle pour Hélène (1859), Museo Condé, Chantilly
- La Résurrection des Morts (1870)
- Médée
- Ulysse et les sirènes

## Galleria d'immagini

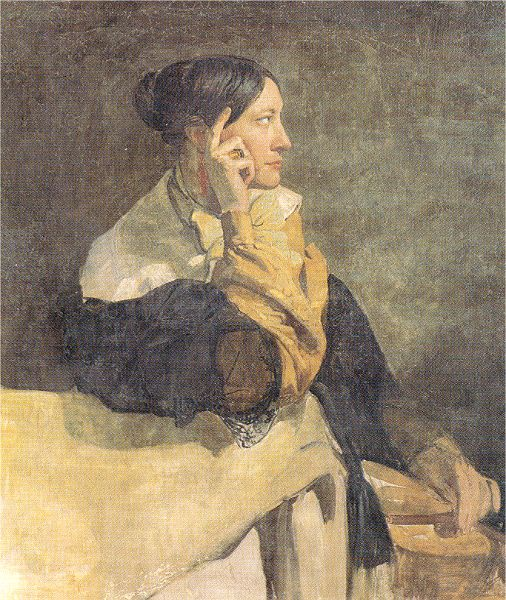
Ritratto di Madame Mottez (affresco). 1837
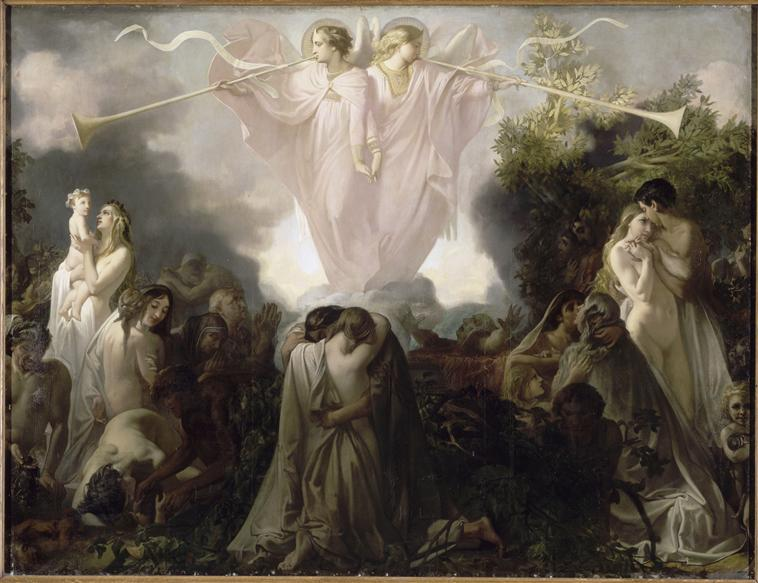
La Risurrezione dei morti. 1870
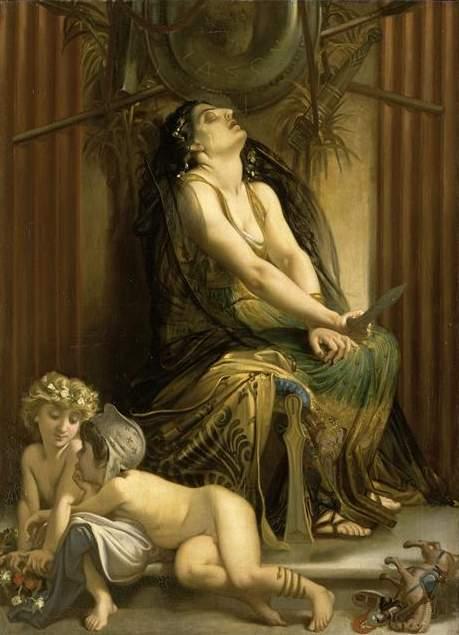
Medea
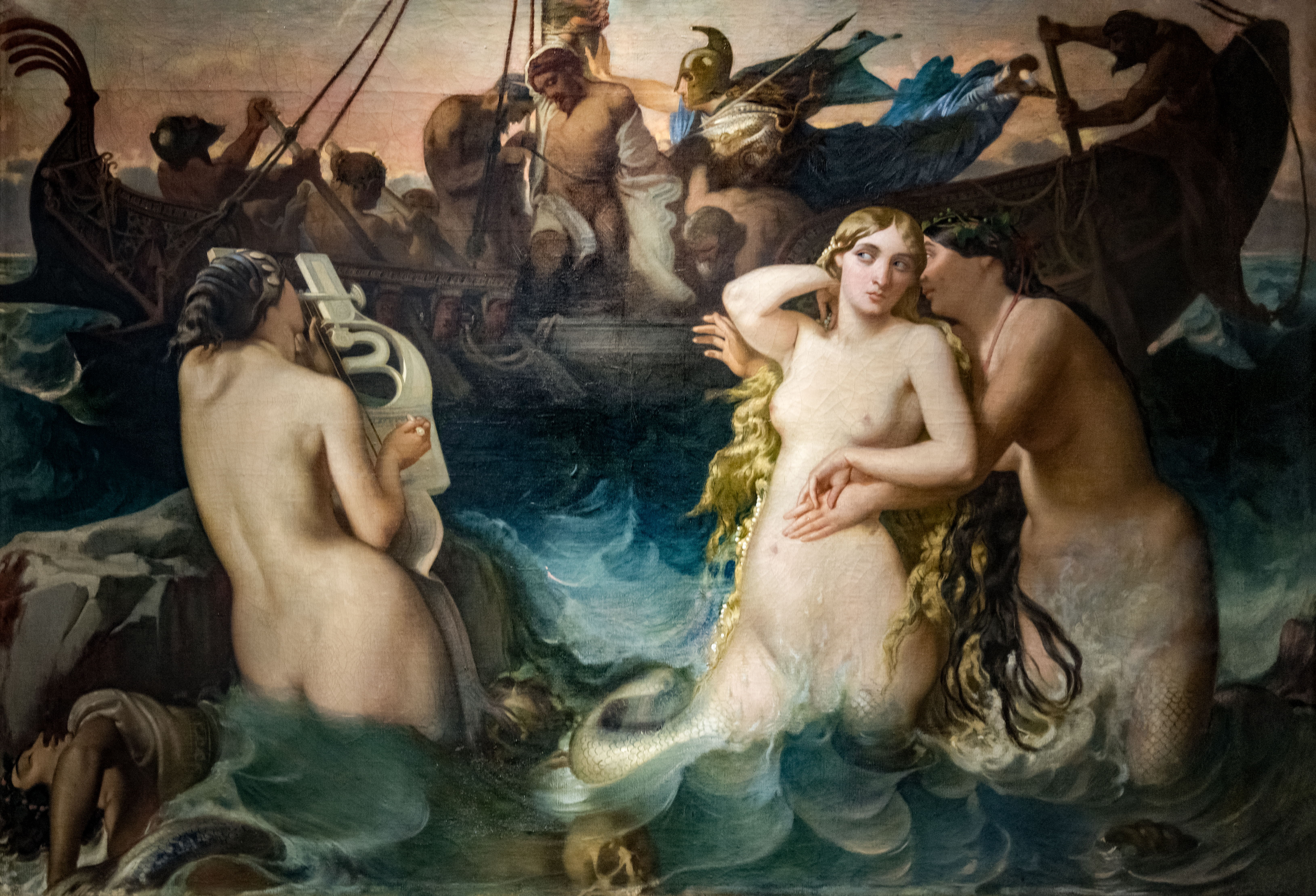
Ulisse e le sirene